# Berliner Stadtverordnetenversammlung
Die Berliner Stadtverordnetenversammlung (StVV) war das ab 1809 bestehende Kommunalparlament der Stadt Berlin. Nach der Teilung Berlins im Jahr 1948 existierte sie nur im Westteil der Stadt fort, seit 1950 als das Landesparlament des Stadtstaats (West-)Berlin unter dem Namen Abgeordnetenhaus von Berlin. Ost-Berlin bekam 1957 erstmals eine Stadtverordnetenversammlung.

## Monarchie
Die preußische Städteordnung von 1808 regelte erstmals die Einführung einer Volksvertretung auf kommunaler Ebene. Die Parlamentarier nahmen ihr Mandat ehrenamtlich wahr. Die Wahlen zur neu eingerichteten Berliner Stadtverordnetenversammlung waren jedoch nach heutigen Maßstäben wenig demokratisch. Das Zensuswahlrecht band die Wahlberechtigung an Einkommen und Grundbesitz. Voraussetzung für das aktive Wahlrecht war ein Mindesteinkommen (150–200 Taler), der sogenannte Zensus. Das passive Wahlrecht war für zwei Drittel der Sitze an Grundbesitz gebunden. Wahlberechtigt waren nur Männer. Das Frauenwahlrecht wurde erst in der Weimarer Republik eingeführt.
Die erste Sitzung der Berliner StVV fand am 6. Juli 1809 in der Nikolaikirche statt. Am 6. Januar 1870 tagte die Berliner StVV erstmals im neuen Roten Rathaus, dem Symbol der bürgerlichen Stadtverwaltung und ihres aufkommenden bürgerlichen kommunalen Selbstbewusstseins – auch gegenüber den preußischen Landesbehörden.

### Die Vorsteher der Berliner Stadtverordnetenversammlung von 1809 bis 1918
- Leopold von Gerlach (* 1757; † 1813): 1809
- Paul Humbert: 1809–1818
- Philipp Krutisch: 1819–1820

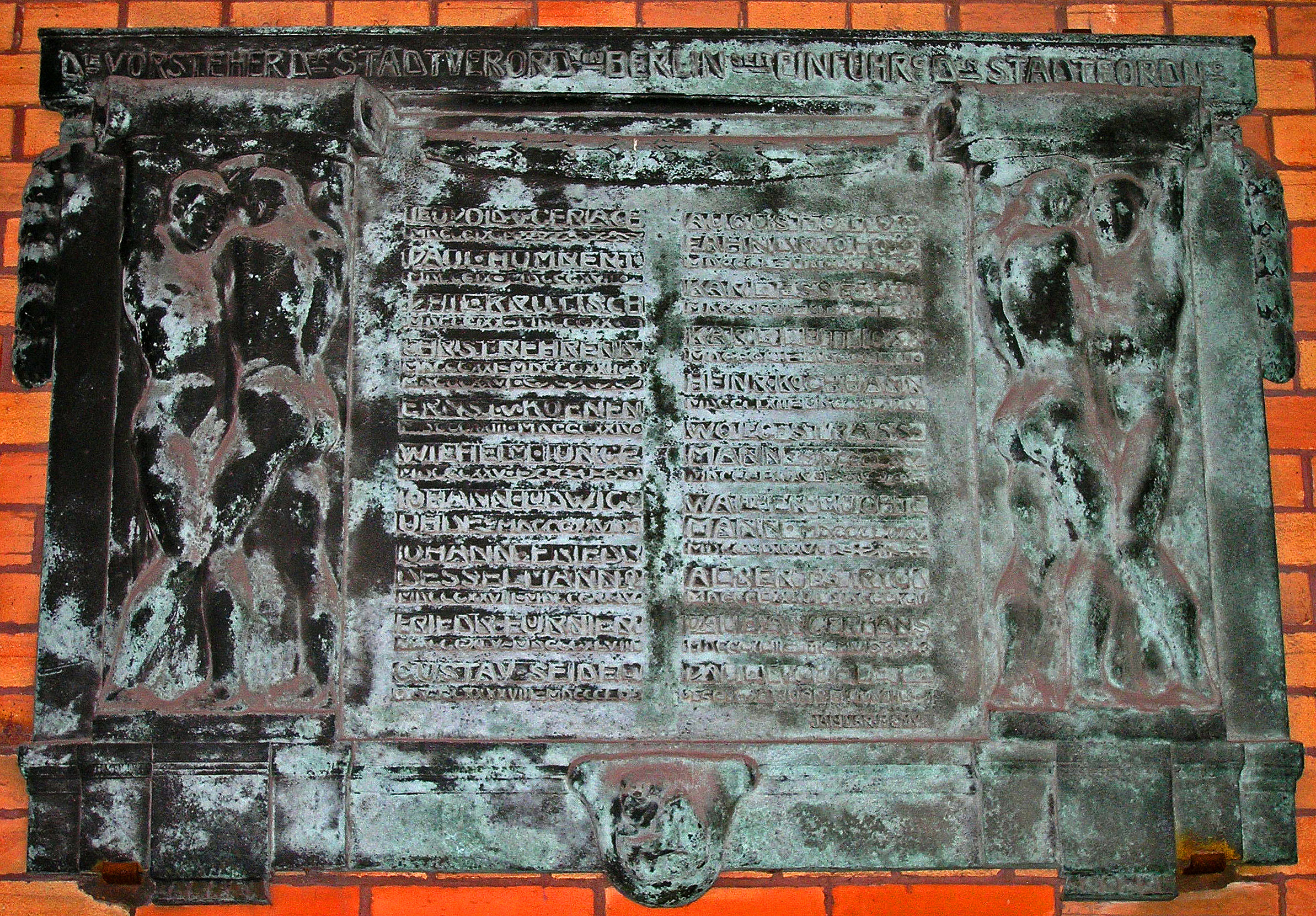
Gedenktafel für die Vorsteher der Stadtverordnetenversammlung Berlins aus dem Jahre 1908 im Seiteneingangsbereich des Roten Rathauses in Berlin

- Christian Behrendt: 1821–1822, 1826
- Ernst von Koenen: 1823–1824
- Wilhelm Junge: 1825
- Johann Ludwig Uhde: 1827
- Johann Friedrich Dasselmann: 1828–1844
- Friedrich Fournier: 1845–1848
- Gustav Seidel: 1848–1850
- August Otto Fähndrich: 1850–1857
- Karl Esse: 1858–1860
- Karl Lüttig: 1860–1862
- Heinrich Kochhann (* 1805; † 1890; 39. Ehrenbürger der Stadt [1875]): 1863–1874
- Wolfgang Straßmann: 1875–1885
- Walter Büchtemann: 1885–1886
- Albert Stryck: 1886–1893
- Paul Langerhans senior (* 1820; † 1909; 45. Ehrenbürger der Stadt [1900]): 1893–1908
- Paul Michelet (* 1835; † 1926; 51. Ehrenbürger der Stadt [1914]): 1908–1918

Im Roten Rathaus erinnern noch heute Gedenktafeln an die erste Sitzung der StVV im neuen Haus (im Innenhof) sowie – kaum noch leserlich – an alle Stadtverordnetenvorsteher der Jahre 1809 bis 1908 (linksseitig im Durchgangsbereich vom östlichen Seiteneingang, Jüdenstraße 1, zum Innenhof).

## Republik
Im Freistaat Preußen erfolgten erstmals freie Wahlen zur StVV. Im Jahr 1920 wird Berlin mit dem „Gesetz über die Bildung einer neuen Stadtgemeinde Berlin“ zu Groß-Berlin deutlich erweitert.

### Die Vorsteher der Berliner Stadtverordnetenversammlung von 1918 bis 1933
- Paul Michelet: bis 1919
- Hermann Weyl (USPD) und Hugo Heimann (SPD): 1919–1920
- Wilhelm Caspari (DVP): 1921–1924
- Johannes Hass (SPD): 1924–1933
- Karl Spiewok (NSV): 1933

### Wahlen zur Berliner Stadtverordnetenversammlung
Diese Liste beinhaltet die Ergebnisse der Wahlen zur Berliner StVV in der Weimarer Republik.

#### Wahl zur Stadtverordnetenversammlung von Berlin 1919

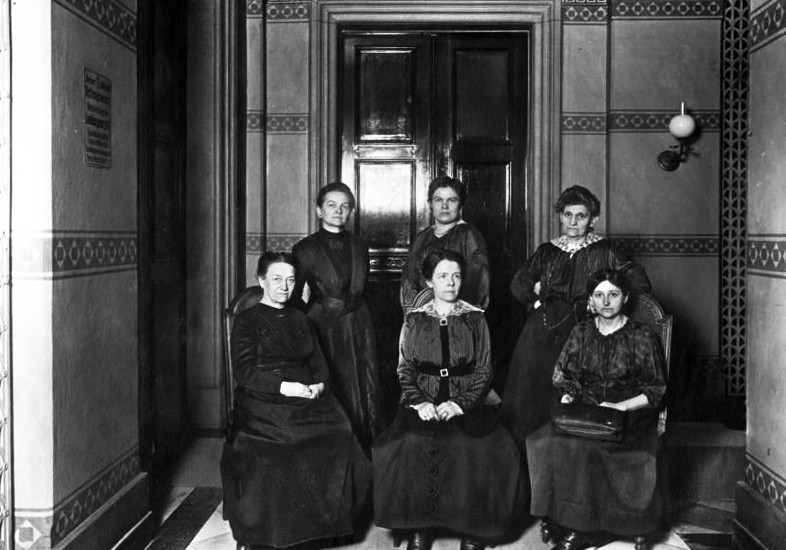
Weibliche Stadtverordnete in Berlin 1919: Martha Hoppe, Helene Schmitz, Martha Wygodzinski, Martha Shiroa, Liesbeth Riedger, Anna Kulicke

| Partei  | Anteil | Sitze | Grafik         |
| ------- | ------ | ----- | -------------- |
| USPD    | 33,0 % | 47    | Sitzverteilung |
| SPD     | 31,8 % | 46    | Sitzverteilung |
| DDP     | 14,5 % | 21    | Sitzverteilung |
| DNVP    | 10,5 % | 16    | Sitzverteilung |
| Zentrum | 5,7 %  | 8     | Sitzverteilung |
| DVP     | 4,6 %  | 6     | Sitzverteilung |

#### Wahl zur Stadtverordnetenversammlung von Groß-Berlin 1920
| Partei | Anteil | Sitze | Grafik         |
| ------ | ------ | ----- | -------------- |
| USPD   | 38,5 % | 87    | Sitzverteilung |
| DVP    | 17,8 % | 40    | Sitzverteilung |
| SPD    | 17,2 % | 39    | Sitzverteilung |
| DNVP   | 11,4 % | 26    | Sitzverteilung |
| DDP    | 7,1 %  | 16    | Sitzverteilung |

#### Wahl zur Stadtverordnetenversammlung von Groß-Berlin 1921
| Partei  | Anteil | Sitze | Grafik         |
| ------- | ------ | ----- | -------------- |
| SPD     | 20,5 % | 46    | Sitzverteilung |
| USPD    | 19,2 % | 43    | Sitzverteilung |
| DNVP    | 18,6 % | 41    | Sitzverteilung |
| DVP     | 15,5 % | 35    | Sitzverteilung |
| KPD     | 9,5 %  | 21    | Sitzverteilung |
| DDP     | 7,4 %  | 17    | Sitzverteilung |
| WP      | 5,1 %  | 12    | Sitzverteilung |
| Zentrum | 3,7 %  | 8     | Sitzverteilung |
| DSP     | 0,7 %  | 1     | Sitzverteilung |

#### Wahl zur Stadtverordnetenversammlung von Groß-Berlin 1925
| Partei  | Anteil | Sitze | Grafik         |
| ------- | ------ | ----- | -------------- |
| SPD     | 32,6 % | 73    | Sitzverteilung |
| DNVP    | 20,8 % | 47    | Sitzverteilung |
| KPD     | 18,8 % | 43    | Sitzverteilung |
| DDP     | 9,3 %  | 21    | Sitzverteilung |
| DVP     | 6,0 %  | 14    | Sitzverteilung |
| WP      | 4,0 %  | 10    | Sitzverteilung |
| Zentrum | 3,4 %  | 8     | Sitzverteilung |
| DVFP    | 1,5 %  | 3     | Sitzverteilung |
| DSP     | 1,4 %  | 3     | Sitzverteilung |
| EGB     | 0,9 %  | 2     | Sitzverteilung |
| USPD    | 0,8 %  | 1     | Sitzverteilung |

#### Wahl zur Stadtverordnetenversammlung von Groß-Berlin 1929
| Partei  | Anteil | Sitze | Grafik         |
| ------- | ------ | ----- | -------------- |
| SPD     | 28,4 % | 64    | Sitzverteilung |
| KPD     | 24,6 % | 56    | Sitzverteilung |
| DNVP    | 17,6 % | 40    | Sitzverteilung |
| DVP     | 6,7 %  | 16    | Sitzverteilung |
| DDP     | 6,0 %  | 14    | Sitzverteilung |
| NSDAP   | 5,8 %  | 13    | Sitzverteilung |
| WP      | 4,4 %  | 10    | Sitzverteilung |
| Zentrum | 3,6 %  | 8     | Sitzverteilung |
| CVD     | 1,3 %  | 3     | Sitzverteilung |
| DVFB    | 0,3 %  | 1     | Sitzverteilung |

#### Wahl zur Stadtverordnetenversammlung von Groß-Berlin 1933
| Partei  | Anteil | Sitze | Grafik         |
| ------- | ------ | ----- | -------------- |
| NSDAP   | 38,3 % | 86    | Sitzverteilung |
| SPD     | 22,0 % | 50    | Sitzverteilung |
| KPD     | 19,5 % | 44    | Sitzverteilung |
| DNVP    | 12,1 % | 27    | Sitzverteilung |
| Zentrum | 2,7 %  | 11    | Sitzverteilung |
| DStP    | 2,1 %  | 4     | Sitzverteilung |
| DVP     | 0,7 %  | 2     | Sitzverteilung |
| CSVD    | 0,6 %  | 1     | Sitzverteilung |

## Zeit des Nationalsozialismus
Am 27. Juni 1933 fand die letzte Sitzung der Berliner StVV statt. Bereits am 15. März war der gewählte Berliner Magistrat aufgelöst und der Stadtverordnete Lippert (NSDAP) durch den preußischen Innenminister Göring (NSDAP) zum Staatskommissar ernannt worden.

## Nachkriegszeit

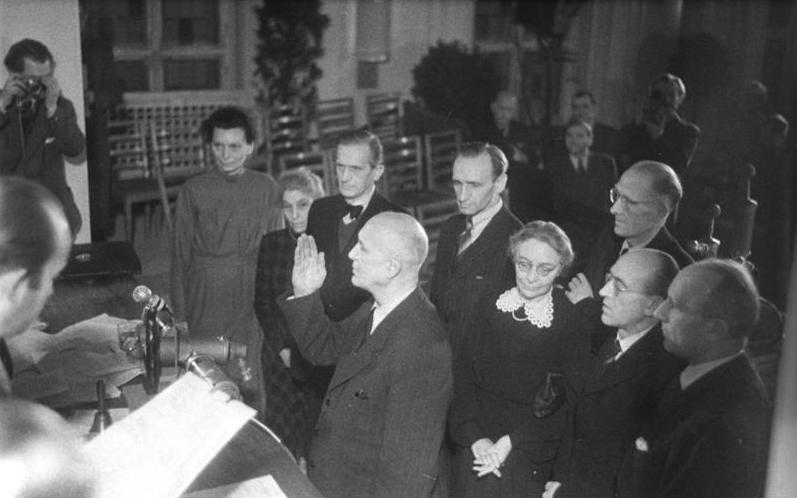
1. Stadtverordnetensitzung am 26. November 1946 im Saal des Neuen Stadthauses in der Parochialstraße; Oberbürgermeister Otto Ostrowski (SPD) während der Vereidigung. 1. Reihe v. l.: Otto Ostrowski, Louise Schroeder (SPD), Paul Füllsack (SPD), Ferdinand Friedensburg (CDU). 2. Reihe v. l.: Erna Maraun (SPD), Margarete Ehlert (CDU), Siegfried Nestriepke (SPD), N. N., Heinrich Acker (SED).

Am 20. Oktober 1946 fand die erste und letzte Wahl zu einer Gesamt-Berliner Stadtverordnetenversammlung zwischen 1933 und der Wiedervereinigung Berlins im Jahr 1990 statt. Die Wahl erfolgte in Groß-Berlin, d. h. in allen vier Sektoren. In dieser Wahl musste, anders als in der Sowjetischen Besatzungszone (SBZ), die unter sowjetischem Druck entstandene Sozialistische Einheitspartei Deutschlands (SED) auch gegen die Berliner SPD antreten, die sich der Zwangsvereinigung von SPD und KPD zur SED erfolgreich widersetzt hatte. Die Wahl endete mit einem Sieg der SPD (48,7 %; 63 der 130 Sitze) und einem Fiasko für die SED (19,8 %; 26 Sitze). Die Wahlen zeigten laut Hermann Weber, dass die SED in Konkurrenz zur SPD und bei freien Wahlen „keinerlei Chance besaß, die angestrebte Hegemonie zu erlangen“.
| Partei | SPD    | CDU    | SED    | LDP   |
| ------ | ------ | ------ | ------ | ----- |
| Anteil | 48,7 % | 22,2 % | 19,8 % | 9,3 % |

Otto Suhr (SPD) wurde am 26. November 1946 zum Stadtverordnetenvorsteher gewählt.
In der Folgezeit behinderten die sowjetische Besatzungsmacht (SMAD) und die SED die politische Arbeit der demokratischen Parteien im Ost-Berlin in zunehmendem Maße. Im Laufe des Jahres kam es infolge der Bildung des Demokratischen Blocks zur Spaltung der CDU und der LDP. Am 11. März 1948 beschloss die StVV einen Protest gegen die Behinderung der Arbeit der demokratischen Parteien im Ostsektor der Stadt.
Mit der Beendigung der gemeinsamen Arbeit der Alliierten Kommandantur durch die Sowjetunion am 16. Juni 1948 infolge der Durchführung der Währungsreform und der anschließenden Blockade der Westsektoren wurde die Arbeit der Berliner StVV immer schwieriger. Am 23. Juni drangen erstmals, unbehindert von anwesenden Polizeikräften, von der SED mobilisierte Randalierer in das Neue Stadthaus ein und verhinderten die Sitzung der StVV. Dies wiederholte sich mehrmals, bis am 6. September 1948 die StVV in den britischen Sektor nach Charlottenburg auswich, um im Studentenhaus der Technischen Universität zu tagen. Die SED-Stadtverordneten boykottierten den Umzug.
Am 30. November 1948 endete die einheitliche Kommunalverwaltung in Berlin. Der 2. Stellvertretende Stadtverordnetenvorsteher Ottomar Geschke (SED) berief eine „außerordentliche Stadtverordnetenversammlung“ in den Admiralspalast im sowjetischen Sektor ein. Es kamen die 26 Stadtverordneten der SED, 213 Vertreter des Demokratischen Blocks, darunter wenige Stadtverordnete der CDU und LDP aus dem Ostsektor, gemeinsam mit 1151 am selben Tag ernannten „Delegierten“ aus Ostberliner Betrieben und 224 Angehörige von „Massenorganisationen“ zusammen. Sie erklärten den Magistrat für abgesetzt und bildeten einen „provisorischen demokratischen Magistrat“ unter Kontrolle der SED mit Friedrich Ebert junior (SED) als Oberbürgermeister, den die sowjetische Besatzungsmacht sofort als einzig rechtmäßigen Berliner Magistrat anerkannte. Ein Votum, dem sich 1949 bei ihrer Gründung auch die DDR anschloss.
Die von den Alliierten am 13. August 1946 in der Vorläufigen Verfassung von Groß-Berlin festgelegte Wahl zur Stadtverordnetenversammlung von Groß-Berlin 1948 konnte am 5. Dezember 1948 nur in den Westsektoren stattfinden. Die Durchführung der Wahl in Ost-Berlin ließ die SMAD nicht zu. Die SPD gewann die Wahl mit 64,5 % der Stimmen.
| Partei | SPD    | CDU    | LDP    |
| ------ | ------ | ------ | ------ |
| Anteil | 64,5 % | 19,4 % | 16,1 % |

Erneut wählte die StVV Otto Suhr zum Stadtverordnetenvorsteher. Am 1. Oktober 1950 trat die Verfassung von (West-)Berlin in Kraft, die sich als Landesverfassung verstand und daher statt der StVV ein Landesparlament vorsah, das Abgeordnetenhaus von Berlin. Am 3. Dezember 1950 erfolgten in den Westsektoren die ersten Abgeordnetenhauswahlen.

## DDR

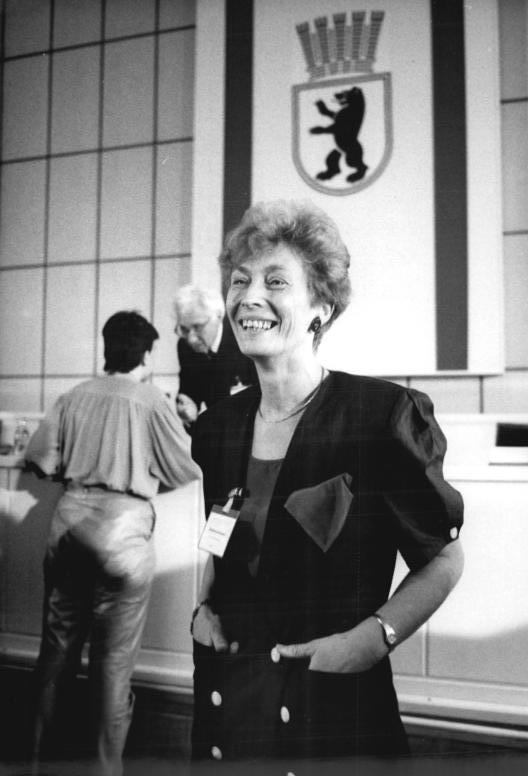
Christine Bergmann, die letzte Präsidentin der Berliner Stadtverordnetenversammlung

In der DDR dauerte es bis 1953, dass an die Stelle der 1948 noch am Tag ihres Zusammentritts wieder auseinandergegangenen „außerordentlichen Stadtverordnetenversammlung“ erstmals eine Volksvertretung Groß-Berlin trat. Die Volksvertreter waren, ohne dass eine Wahl stattgefunden hatte, vom Demokratischen Block vorgeschlagen und vom ständigen Ausschuss der Nationalen Front bestätigt worden. Die erste „Wahl“ zur Volksvertretung Groß-Berlin fand zugleich mit der Volkskammerwahl in der DDR vom 17. Oktober 1954 auf Basis von Einheitslisten statt, die ausschließlich Kandidaten der Nationalen Front mitsamt deren Sitzverteilung aufwiesen (siehe Politisches System der DDR). Die Bedeutung der Volksvertretung, die ab 1957 wieder Stadtverordnetenversammlung hieß, war gering. Ihre Entscheidungen folgten immer denen der SED.
Die Wahl vom 6. Mai 1990 war die letzte Wahl der Berliner StVV während des Bestehens der DDR und zugleich die einzige, die demokratischen Wahlgrundsätzen entsprach. Diese StVV beschloss am 11. Juli 1990 eine Verfassung von Berlin (Ost), die am 23. Juli 1990 in Kraft trat. Auch diese Verfassung sah als Volksvertretung eine Stadtverordnetenversammlung vor. Sie galt aber nur für eine Übergangsphase von sechs Monaten. Am 11. Januar 1991 konstituierte sich das erste Abgeordnetenhaus für ganz Berlin und löste damit die Stadtverordnetenversammlung endgültig ab.